# Comte de Lautréamont
Comte de Lautréamont (Montevideo, Uruguai, 4 d'abril de 1846 – París, França, 24 de novembre de 1870) és el pseudònim d'Isidore Lucien Ducasse, poeta francès d'origen uruguaià.
Poeta desconegut durant la seva curta vida, Lautréamont va usar el seu geni per a portar fins a extrems inèdits el culte romàntic al mal.

## Biografia
Fill del diplomàtic francès François Ducasse, assignat al consolat general de França a Montevideo, i de Jacquette Célestine Davezac, que morí el 1847 en circumstàncies misterioses (sembla que es va suïcidar), Isidore Ducasse va ser enviat el 1859 com a intern al Liceu imperial de Tarbes, i després a Pau. En aquella època, el seu tutor, Jean Dazet, va ser un reconegut literat d'aquesta ciutat. Se sap que després d'un viatge a l'Uruguai el 1867, va tornar a París i es va instal·lar en una casa del carrer Notre-Dame-des-Victoires.
Va haver de començar estudis superiors, la naturalesa dels quals, tanmateix, resulta desconeguda (sovint se suposa el seu concurs d'ingrés a l'École polytechnique). Publica a les seves expenses el primer d'Els cants de Maldoror el 1868 (l'obra completa serà impresa a Bèlgica un any més tard). Tanmateix, l'editor Lacroix es va negar a vendre el llibre perquè temia ser acusat de blasfèmia o obscenitat. El 1870, habita al carrer Vivienne i publica les Poésies, la publicitat de les quals apareixerà en la Revue populaire de París.
El 24 de novembre, alhora que s'enfonsa el Segon Imperi francès, mor al seu domicili del número 7 del carrer Faubourg-Montmartre en circumstàncies encara no aclarides (hi ha qui suposen que a causa d'una sobredosi de drogues). En la seva partida de defunció està escrit: «Sans autres renseignements» ('Sense més informació').

## Els cants de Maldoror
En Els cants de Maldoror, s'enalteix l'assassinat, el sadomasoquisme, la violència, la blasfèmia, l'obscenitat, la putrefacció i la deshumanització. Els surrealistes el van rescatar de l'oblit i van fer d'ell un dels precursors del seu moviment.
El personatge central d'Els cants de Maldoror (en què la paraula Maldoror ve a ser una versió del francès normatiu Mal d'Aurore, és a dir, 'Mal d'aurora') és una figura que renega ferotgement de Déu i del gènere humà. En un llibre en el qual ressonen «els cascavells de la bogeria», la crueltat i la violència, Maldoror encarna la rebel·lió adolescent i la victòria de l'imaginari sobre el real: el seu odi envers la realitat (això que anomena «el gran objecte exterior») el separa dels seus congèneres, i per aquest motiu sofreix. Tot i així, el seu orgull "miltonià" és més poderós.
El grotesc, l'espant i el ridícul en Els cants recorden l'obra d'un altre gran antecedent del surrealisme, El Bosch. No per casualitat Lautréamont va ser motiu d'inspiració per a escriptors com Alfred Jarry, Louis Aragon o André Breton, i artistes plàstics com René Magritte, Salvador Dalí i Man Ray. La seva famosa comparació «bell com la trobada fortuïta, sobre una taula de dissecció d'una màquina de cosir i un paraigua» configura un dels trets més distintius de l'irracionalisme surrealista: la conjunció de realitats inconnexes, dislocades o fins i tot contradictòries.
Rubén Darío va dedicar una breu semblança a Lautréamont en el seu llibre Los raros. Després del seu descobriment pels surrealistes, els germans Gómez de la Serna van publicar una versió d'Els cants, amb pròleg de Ramón Gómez de la Serna i text de Julio Gómez de la Serna. La lectura del llibre va servir d'inspiració directa per a Pasión de la tierra, de Vicente Aleixandre.
El 1974, se'n va publicar la primera traducció al català, feta per l'Isidor Marí, amb el títol d'Els cants de Maldoror (ciutat de Mallorca: Llibres Turmeda, 1974. Col·lecció Domini Fosc. Quaderns de Poesia, volum 2). El 1978, es va publicar una traducció al català d'Els cants de Maldoror per Manuel de Pedrolo. El 2005 se'n va publicar una nova traducció de Ricard Ripoll que inclou també les poesies (Els cants de Maldoror, seguit de Poesies I i II, March Editors).

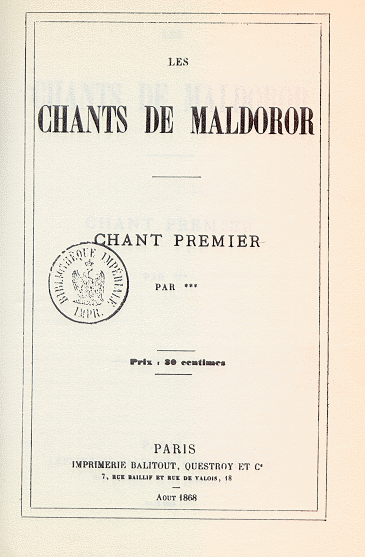
La primera edició de "Cançons de Maldoror" 1868